# Anders Karlsson (fotograf)

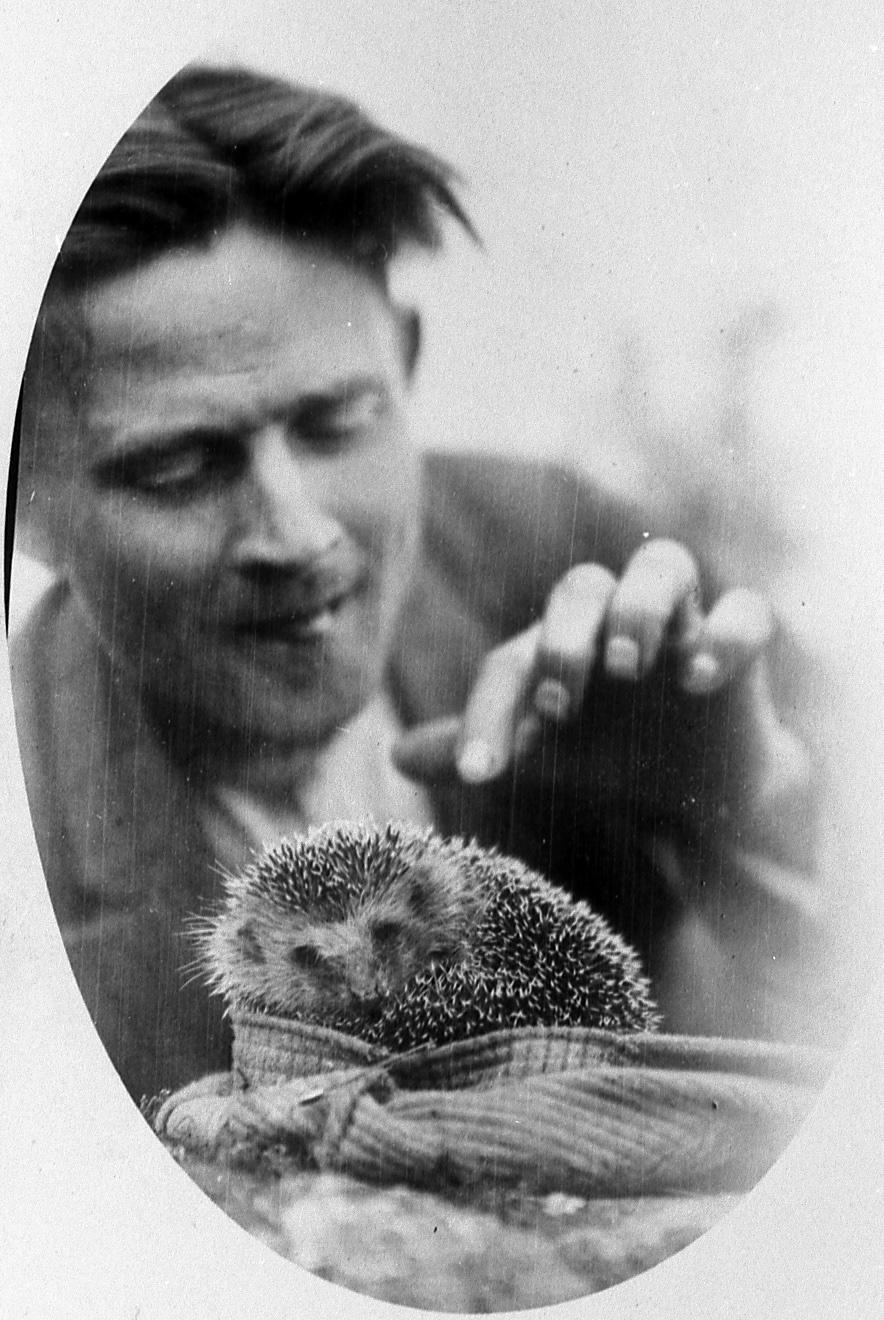
Fotografen Anders Karlsson

Anders Cornelius Karlsson eller "All världens Karlsson", född 20 september 1893 i Tanums församling i Bohuslän, död 17 juni 1967 i Götlunda socken, Västergötland, var en kringvandrande fotograf verksam i Västsverige under 1920- och 1930-talen. Han gjorde många färder genom Västergötland, Halland, Bohuslän och Dalsland på cykel eller lättviktare där han tog bilder av gårdar och folkliv. Karlssons specialitet var gårdsfoton med en större bild av bostadshuset varunder en remsa med en totalvy av gården kopierats in. Karlsson beskrevs vara glad, sällskaplig och lite bohemisk. Han gick under ett flertal accepterade tillnamn: "All världens Karlsson", "Sjuberga-Karlsson", "Snarka", "Puttra", "Håletängar´n" och "Knäpp". En samling om cirka 14000 negativ tagna av honom tillhör Skövde stadsmuseum och förvaras på Västergötlands museum.
Anders Karlsson föddes på gården Håkebytorp i Tanums socken. 1917 flyttade familjen till Grebbestad. Karlsson bosatte sig på Sjuberga i Häljestena by i Tängs socken cirka 1923. Det var här han började dokumentera livet på landet med sin kamera. Han bodde tillfälligt på Falbygden 1926-1927, i Alingsåstrakten 1928 och periodvis i Dalsland 1926-1930. 1934 flyttade han till Blomberg vid Kinnekulle. 1937 flyttade han till Rudskoga i södra Värmland. Från 1941 till sin död 1967 bodde han i torpet Hagen i Götlunda i dåvarande Tidans landskommun. 